# Gulnackad ara
Gulnackad ara (Primolius auricollis) är en fågel i familjen västpapegojor inom ordningen papegojfåglar.

## Utbredning och systematik
Fågeln återfinns från nordöstra Bolivia till Paraguay, sydvästra Brasilien och norra Argentina. Den behandlas som monotypisk, det vill säga att den inte delas in i några underarter.

## Status och hot
Arten har ett stort utbredningsområde och tros öka i antal. Internationella naturvårdsunionen IUCN listar den därför som livskraftig (LC).

## Bilder

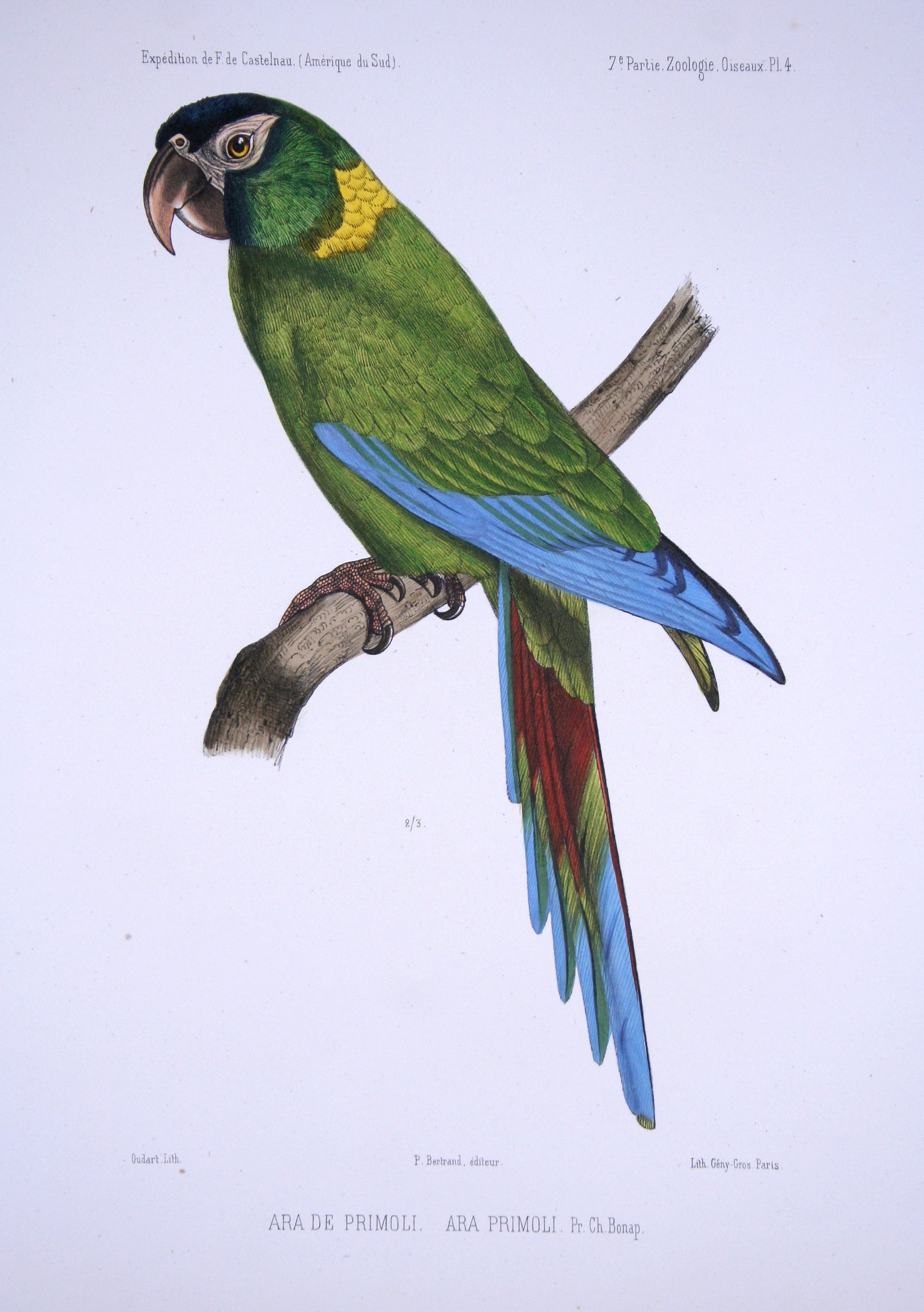
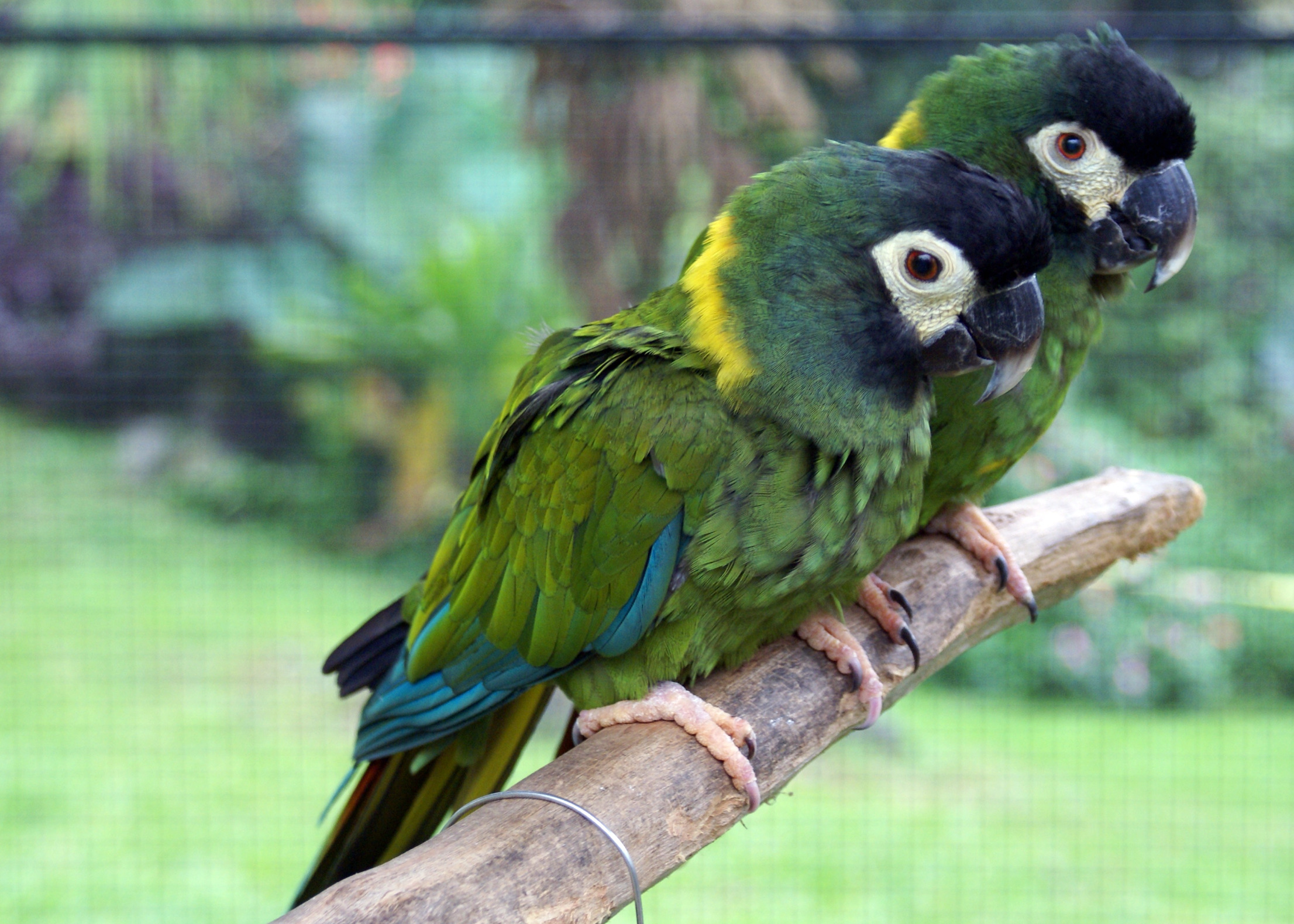
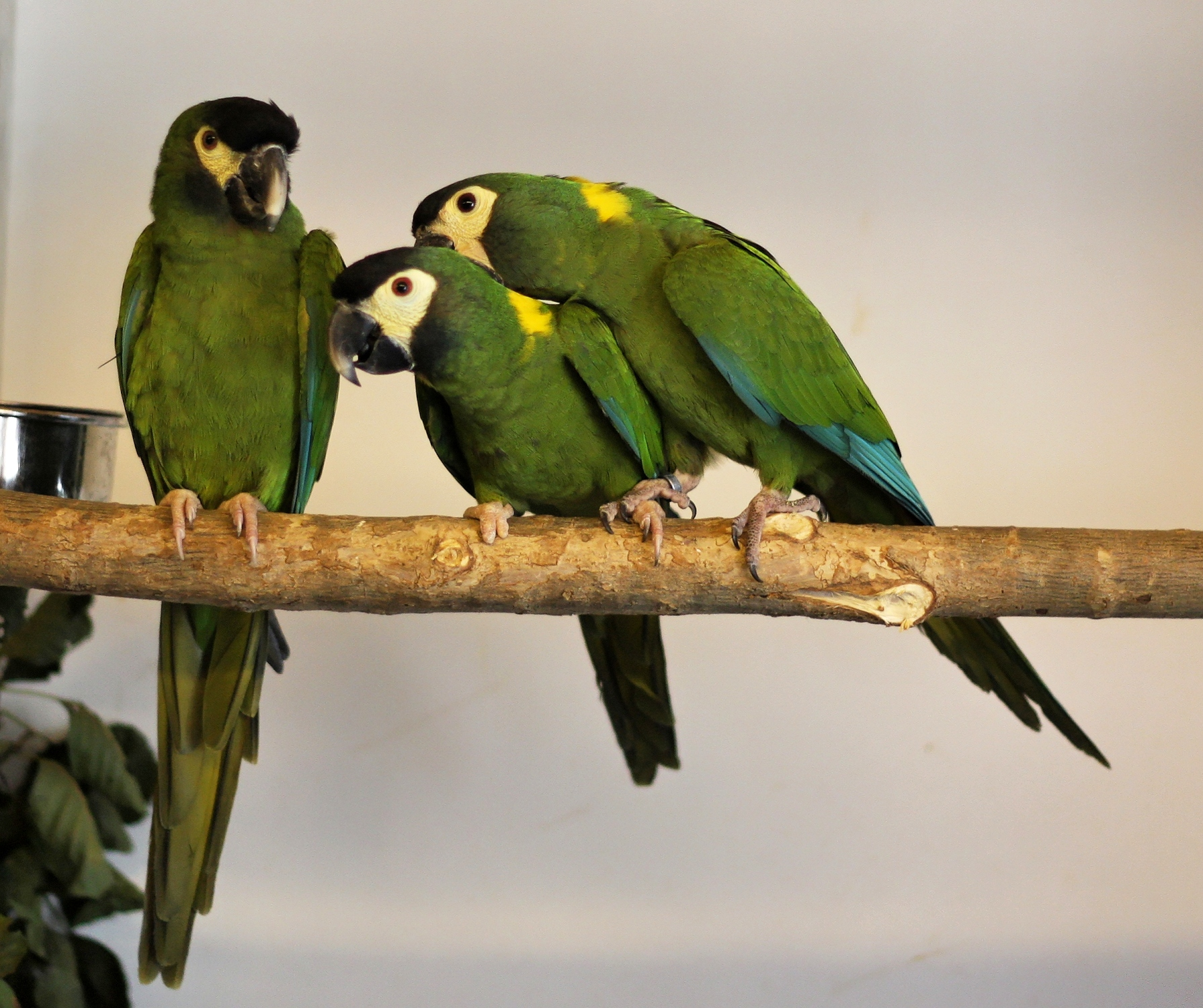
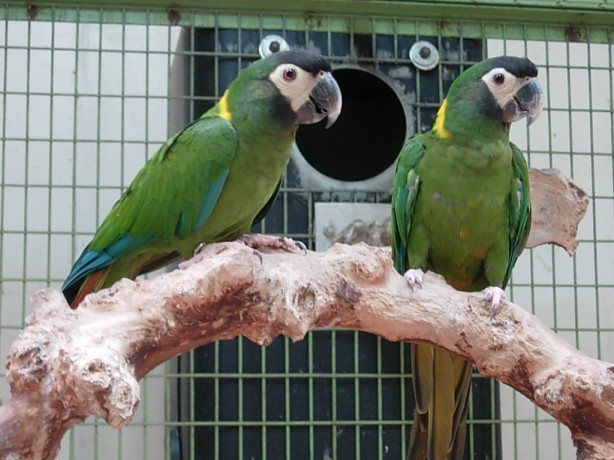
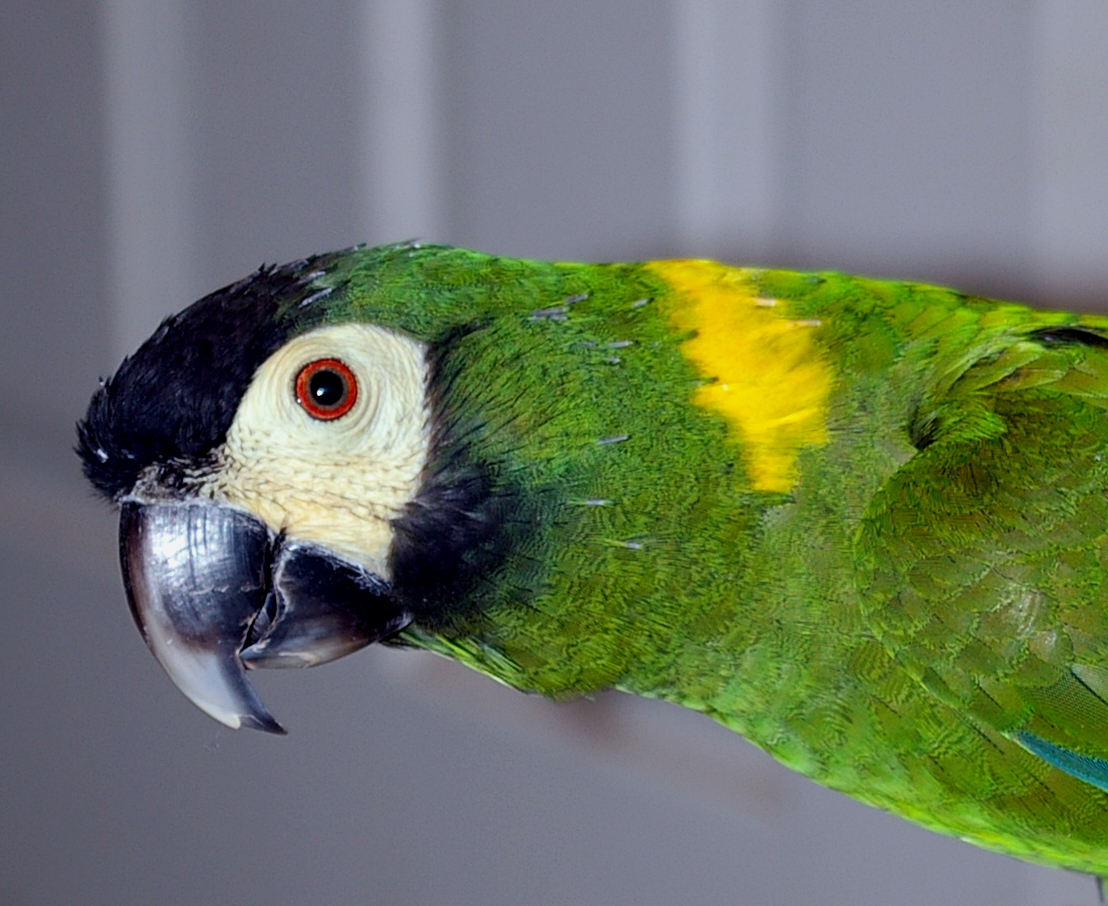